# Loris
Loris là một chi động vật có vú trong họ Lorisidae, bộ Linh trưởng. Chi này được É. Geoffroy miêu tả năm 1796. Loài điển hình của chi này là Lemur tardigradus Linnaeus, 1758. Tên địa phương là "Kutti thevangu".

## Phân bố
Các loài trong chi này là bản địa của Ấn Độ và Sri Lanka. Chúng sống trong các rừng nhiệt đới, rừng rậm, rừng bán rụng lá và đầm lầy.

## Các loài
Chi này gồm 2 loài:
- Loris tardigradus
- Loris lydekkerianus

Một vài nguồn cho rằng chi này chỉ có 1 loài Loris tardigradus và loài còn lại lydekkerianus là phân loài của tardigradus.

## Đe doạ
Ở bang Tamil Nadu, vùng Kollimalai, Ấn Độ, bắt các loài này là bất hợp pháp, và cũng có chiến dịch mạnh về vấn đề này. Loris được nhập lậu cung cấp một lượng lớn vật nuôi phát triển mạnh. Các loài này đang có nguy cơ tuyệt chủng do buôn bán làm thú nuôi bất hợp pháp này.

## Hình ảnh

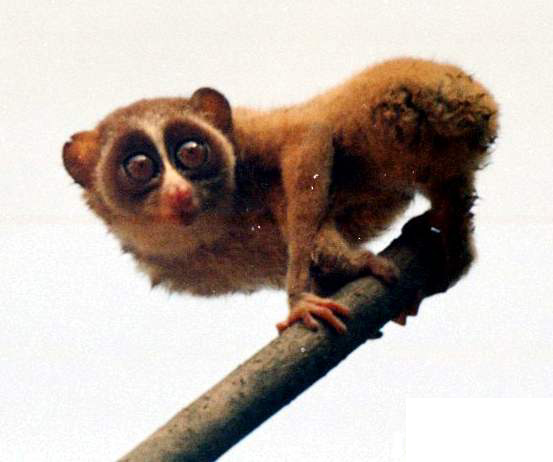
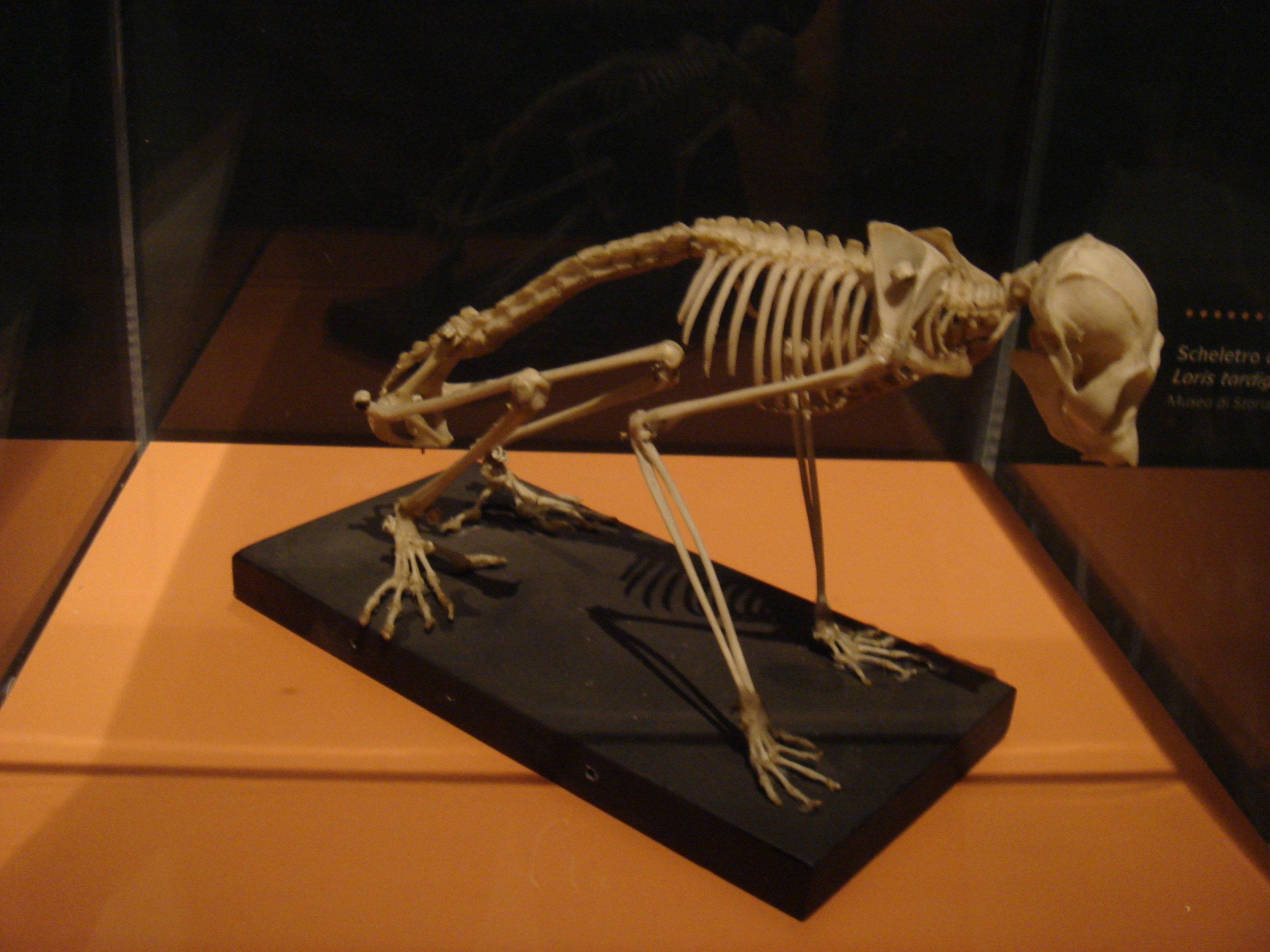
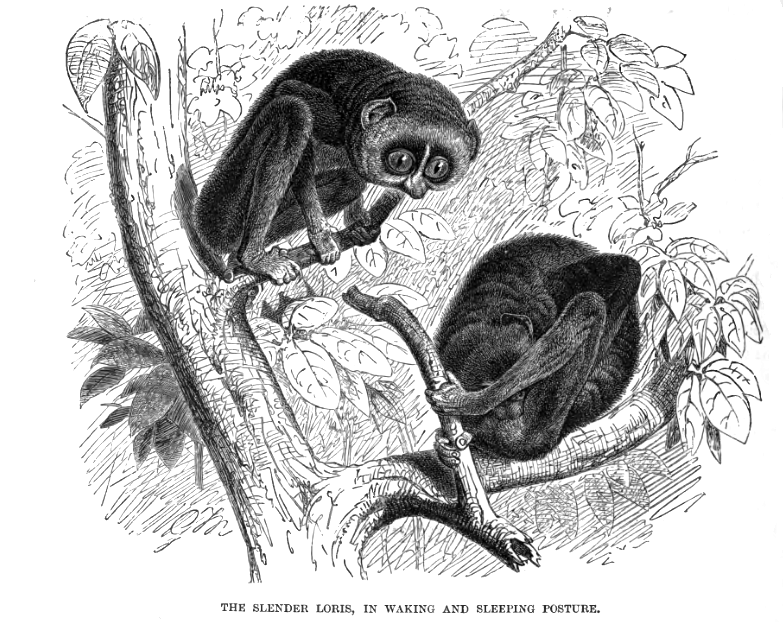
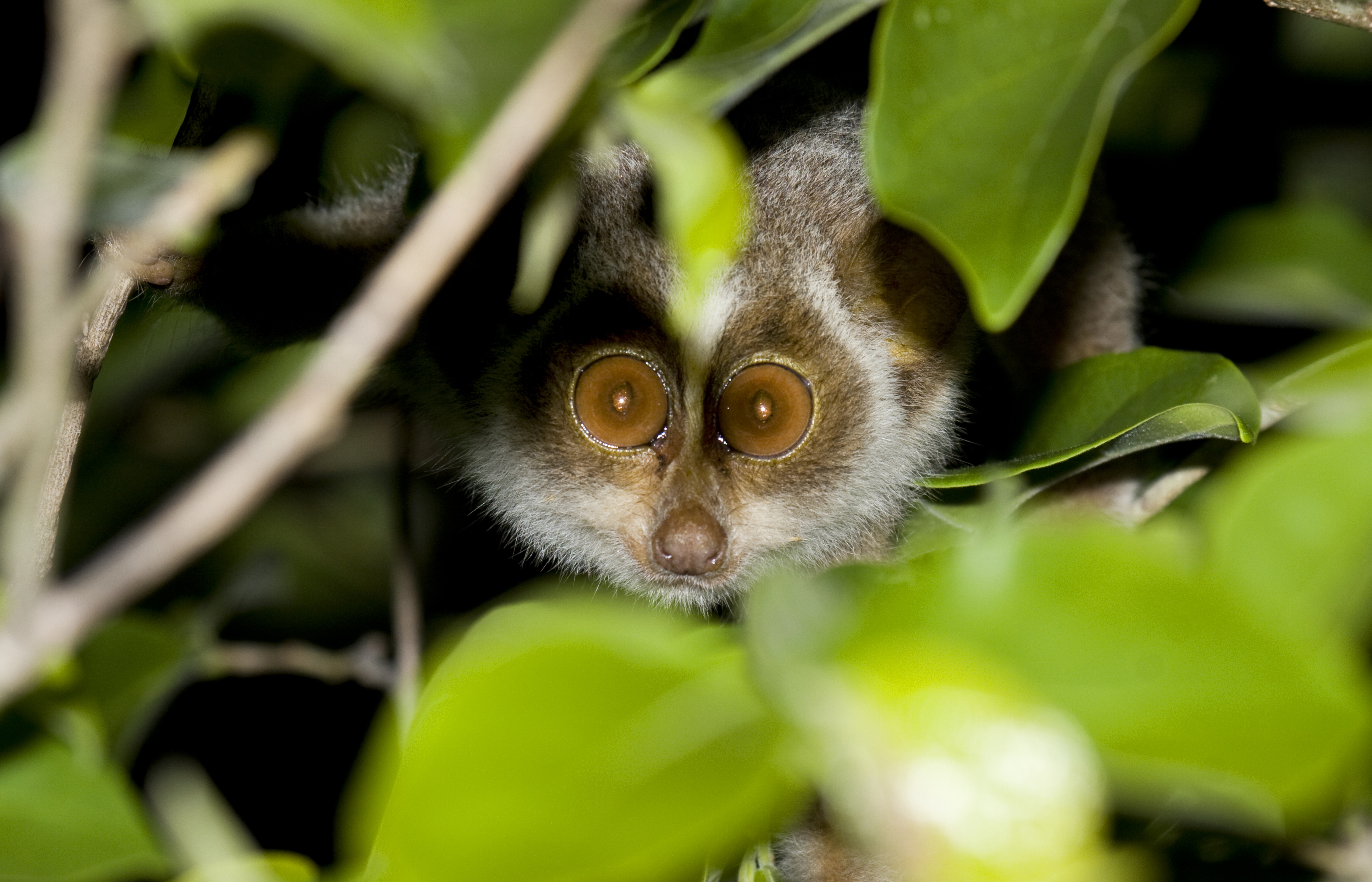